# Karl Ernst von Pritzelwitz
Karl Ernst Otto von Pritzelwitz (* 2. November 1776 in Berlin; † 18. Mai 1844 ebenda) war ein preußischer Generalmajor.

## Leben

### Herkunft
Er war der Sohn von Adolph Heinrich von Pritzelwitz (1727–1787) und dessen Ehefrau Wilhelmine Charlotte Henriette, geborene von Moller († 1777). Sein Vater war preußischer Oberst und Chef des 4. Artillerie-Regiments.

### Militärkarriere
Pritzelwitz trat am 10. Dezember 1790 als Gefreiterkorporal in das Infanterie-Regiment „Prinz Ferdinand“ der Preußischen Armee, wurde Mitte Januar 1793 Fähnrich und nahm 1793/95 am Ersten Koalitionskrieg gegen das revolutionäre Frankreich teil. Er kämpfte bei der Belagerung von Mainz, am Kettricher Hof sowie in der Schlacht bei Pirmasens. Als Sekondeleutnant avancierte Pritzelwitz 1796 zum Bataillonsadjutanten. Während des Vierten Koalitionskrieges nahm er an der Schlacht bei Auerstedt teil und wurde nach Niederlage der Preußens zunächst inaktiv gestellt. Nach dem Frieden von Tilsit erhielt Pritzelwitz seinen Abschied als Premierleutnant mit Pension und kurz darauf auch die Erlaubnis zum Tragen der alten Armeeuniform.
Am 20. März 1813 aggregierte man ihn zunächst als Premierleutnant dem Brandenburgischen Husaren-Regiment. Im April des gleichen Jahres kam Pritzelwitz als Stabsrittmeister in das mecklenburg-strelitzsche Husarenregiment und nahm 1813/15 während der Befreiungskriege an den Schlachten an der Katzbach, bei Leipzig, sowie bei Ligny teil. Für den Übergang bei Wartenburg wurde er mit dem Eisernen Kreuz II. Klasse ausgezeichnet und stieg am 1. Oktober 1814 zum Rittmeister und Eskadronchef auf.
Nach dem Friedensschluss wurde Pritzelwitz am 9. Mai 1816 dem Garde-Husaren-Regiment aggregiert, in dieser Eigenschaft am 30. März 1817 zum Major befördert und am 19. September 1821 als etatsmäßiger Stabsoffizier in das 2. Garde-Landwehr-Kavallerieregiment versetzt. In diesem Regiment war Pritzelwitz auch nach der Umbenennung in 2. Garde-Ulanen (Landwehr)-Regiment bis zum 29. März 1832 tätig. Anschließend beauftragte man ihn mit der Führung des 4. Ulanen-Regiments in Treptow an der Rega. Am 24. Dezember 1832 wurde er zum Kommandeur dieses Regiments ernannt und in dieser Eigenschaft am 30. März 1833 zum Oberstleutnant sowie zwei Jahre später zum Oberst befördert. Anlässlich des Ordensfestes erhielt er für seine langjährigen Verdienste am 18. Januar 1838 den Roten Adlerorden III. Klasse mit Schleife. Aufgrund seines schlechten Gesundheitszustandes wurde Pritzelwitz am 18. März 1839 unter Verleihung des Charakters als Generalmajor der Abschied mit einer jährlichen Pension von 1750 Talern gewährt.

### Familie
Pritzelwitz hatte sich 1831 in Neuruppin mit Johanna Elisabeth Wilhelmine Magdalene Christiane Beate (1776–1856), geschiedene von dem Knesebeck, geborene Bredow verheiratet.